# Torrent d'Almadrà
El torrent d'Almadrà, dit també torrent de l'Estorell (de s'Estorell) i torrent del Rafal Garcès, és un torrent de Mallorca que neix a l'embassament de Cúber, travessa la Serra de Tramuntana i el Raiguer i pel municipi de Lloseta i conflueix amb el torrent de Solleric per formar el torrent de Vinagrella, que aboca les seves aigües a l'Albufera d'Alcúdia. Té una longitud d'uns 25 km, i la seva conca hidrogràfica, que és el desguàs natural del Puig Major, té uns 75 km².

## Recorregut
El torrent d'Almadrà neix a la presa de l'embassament de Cúber, al terme d'Escorca, format per les aigües que venen del torrent de Binimorat o de Lofra i pels comellars que provenen de Son Torrella, a les altures del Puig Major. En els primers quilòmetres, discorre per un barranc càrstic conegut per la pràctica esportiva, amb 1,2 km de longitud i uns 200m de desnivell. En aquesta part el torrent té un gran valor natural, refugi de plantes poc habituals a l'illa com el rotaboc, la coa de cavall, i l'herbei roig, i les endèmiques, com l'orval i la Solenopsis balearica.
Passa per Son Ordines i el Clot d'Almadrà, i a l'altura de l'Estorell, al terme de Lloseta, pren el nom d'aquesta possessió. Al llogaret d'Aiamans abandona la muntanya i entra al Raiguer, deixant la vila de Lloseta a l'esquerra. A l'altura del Rafal Garcès, al terme d'Inca, pren el nom d'aquesta possessió (que ja apareix al mapa del Cardenal Despuig), i discorre fent partió entre Binissalem i Inca. No té afluents importants, i conflueix pel marge esquerre amb el torrent de Solleric per formar el torrent de Son Bordils o torrent de Vinagrella.